# Ole Reuter
Ole Roger Reuter, född 31 januari 1906 i Helsingfors, död där 16 september 2003, var en finländsk anglist. Han var son till Enzio Reuter.
Reuter blev filosofie doktor 1935. Han disputerade på en avhandling om en särskild kategori av ur latinet bildade engelska verk och undervisade 1931–1945 i engelska vid Tölö svenska samskola. Som professor i engelsk filologi vid Helsingfors universitet 1941–1969 skapade han en stabil grund för engelskundervisningen, som under efterkrigsåren expanderade starkt. I sina vetenskapliga arbeten behandlade han bland annat engelskans syntax (relativsatser) och ordförråd.
Reuter var 1947–1971 medlem av studentexamensnämnden och 1946–1964 inspektor för Åbo Nation.